# Tergit
Tergit (ou Terjit, Terjite) est la plus connue des oasis de l'Adrar en Mauritanie.
Elle est située au sud de la capitale régionale Atar.
Sur le plan administratif, Tergit fait partie de la commune de Maaden, rattachée à la moughataa (département) d'Aoujeft.
Tergit est dotée d'une mosquée.

## Galerie

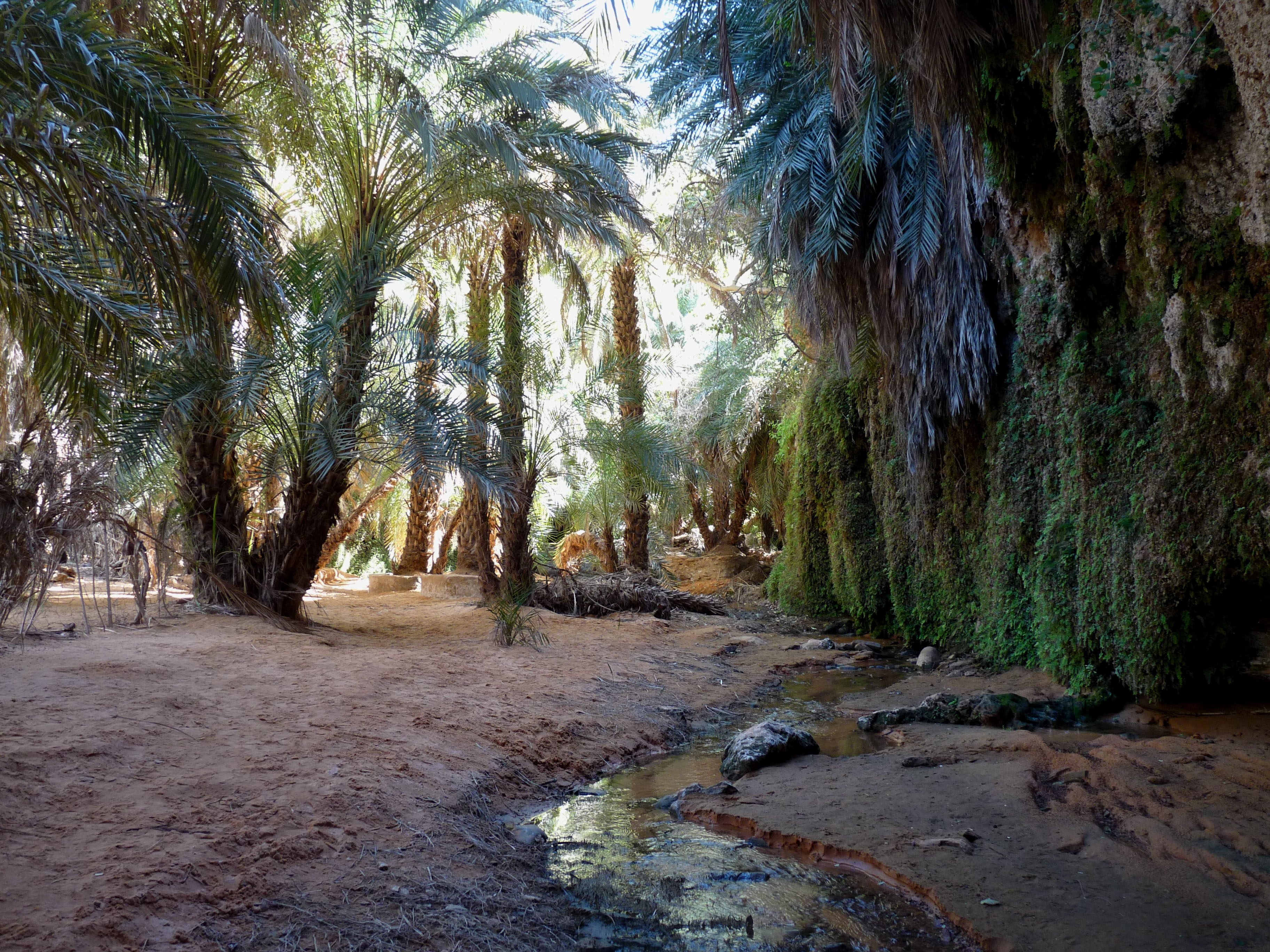
Fraîcheur de la palmeraie.
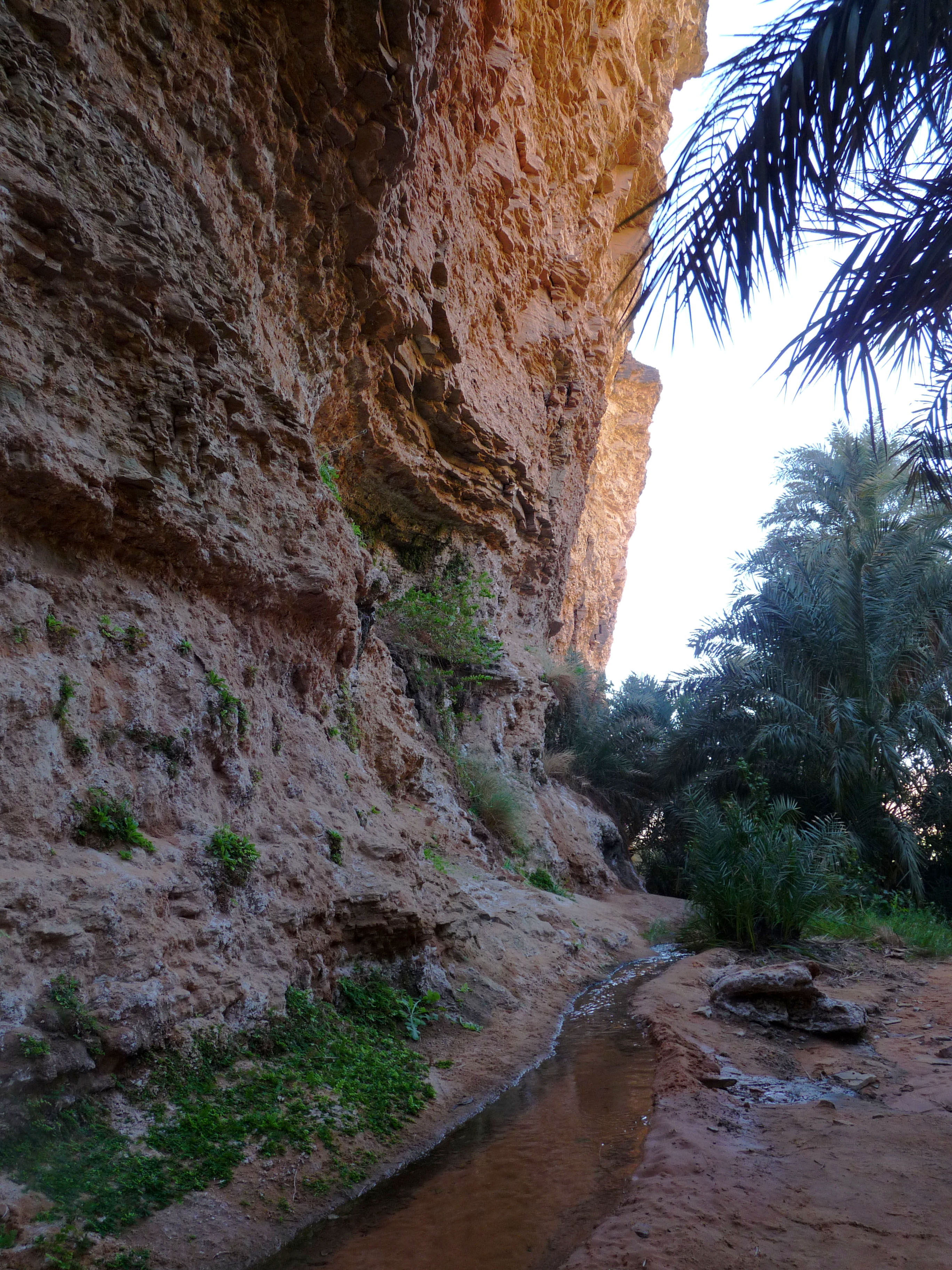
Falaises abruptes.
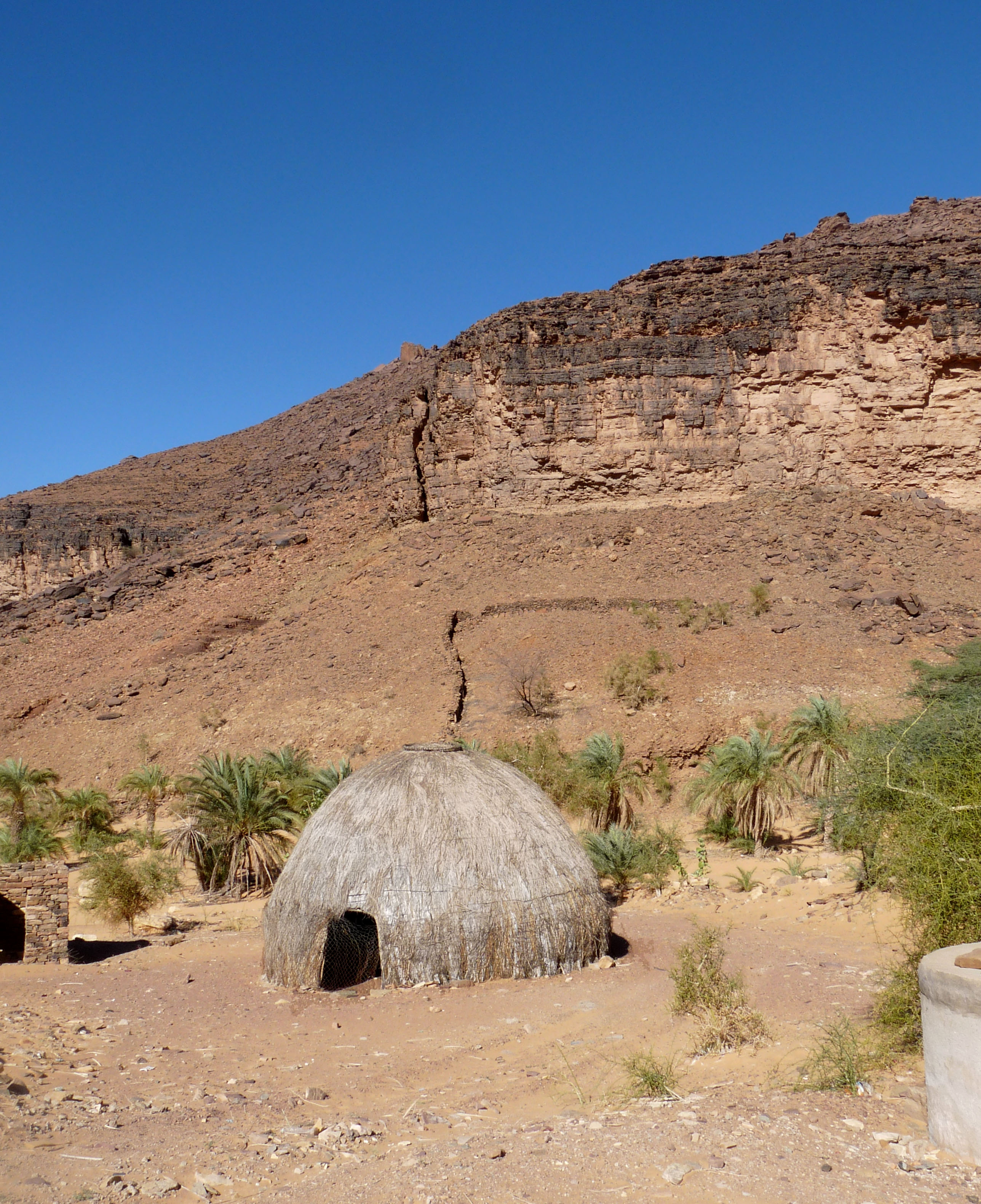
Tikitt[3] traditionnelle.
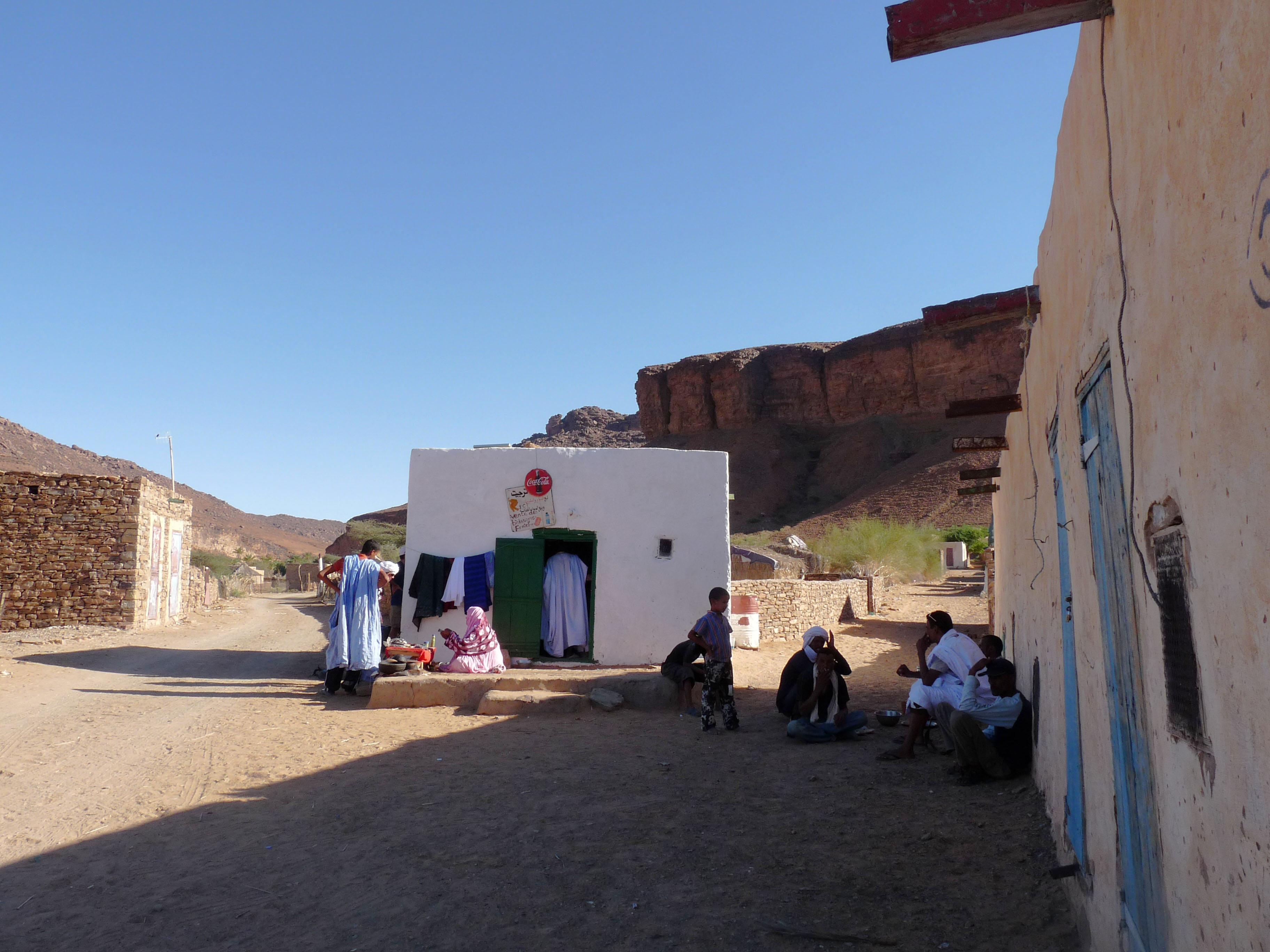
Rues du village.